# Аул Теренције Варон Мурена
Аул Теренције Варон Мурена (умро 22. п. н. е.) био је римски политичар и војсковођа.

## Биографија
Део историчара верује да је Теренције био син некадашњег републиканског конзула Луција Лицинија Мурене. Његова сестра Теренција се удала за Гаја Мецену, покровитеља уметности и Августовог блиског пријатеља, те се верује да је тако стекао цареву наклоност.
Године 25. п. н. е. Мурена је послат против Саласа, племена у северозападним Алпама које је држало стратешки важан превој Велики Свети Бернард. Мурена је покорио Саласе и, према Страбону, све њих, 44.000, продао у ропство. Касије Дион, пак, тврди да су заробљени само војно способни мушкарци и то на рок од 20 година. Мурена је године 24. п. н. е. у земљи Саласа основао колонију Augusta Pretorium Salassorum са 3000 римских колониста; од тог насеља је настао савремени град Аоста.
Због свог подухвата, Мурена је изабран за конзула за 23. годину п. н. е. Мандат, који је служио заједно са Августом, није завршио, јер је пао у цареву немилост. Смењен је, а као суфект конзул је именован Гнеј Калпурније Пизон. Исте године је Мурена био бранитељ на суђењу Марку Приму, гувернеру Македоније оптуженом да је без разлога напао Одриско краљевство, римске савезнике. На суђењу, у коме је сам цар учествовао као сведок, Мурена се наводно према њему неуљудно понашао. Убрзо након тога, сам Мурена је оптужен да је учествовао у завери Фанија Цепиона против цара, те је ухапшен и погубљен без суђења.